# Monk (sèrie de televisió)
Monk és una sèrie de televisió creada per Andy Breckman i protagonitzada per Tony Shalhoub, que fa el paper del personatge que dona nom a la sèrie, Adrian Monk. El programa, que va començar a emetre's el 12 de juliol de 2002 a USA Network, va continuar durant vuit temporades amb episodis d'una hora de durada fins que va concloure el 4 de desembre de 2009. Va ser reconeguda amb uns quants premis, entre els quals el Globus d'Or i l'Emmy al millor actor en sèrie còmica.

## Argument
Adrian Monk (Tony Shalhoub) era un brillant agent de policia de San Francisco que va ser apartat del cos per l'agreujament dels seus problemes psicològics a conseqüència de l'assassinat de la seva esposa, situació arran de la qual va quedar catatònic. Monk pateix un trastorn obsessivocompulsiu acompanyat de nombroses fòbies, entre les quals als gèrmens, la foscor, les multituds, les altures, les harmòniques, la imperfecció, el canvi, tocar l'altra gent, fins i tot els productes lactis. Després d'anys de tractament psiquiàtric es reincorpora a la seva professió per continuar investigant crims, ara com a detectiu privat. El seu trastorn l'incapacita per a dur una vida normal; per aquest motiu va sempre acompanyat de Sharona Fleming (Bitty Schram), la seva infermera de confiança, qui l'ajudarà en determinades situacions. Malgrat les seves fòbies i excentricitats, el missatge de Monk és tranquil·litzador: el món de les persones que són en aparença «normals» no és gens normal.

## Repartiment
Personatges principals
- Tony Shalhoub com a Adrian Monk

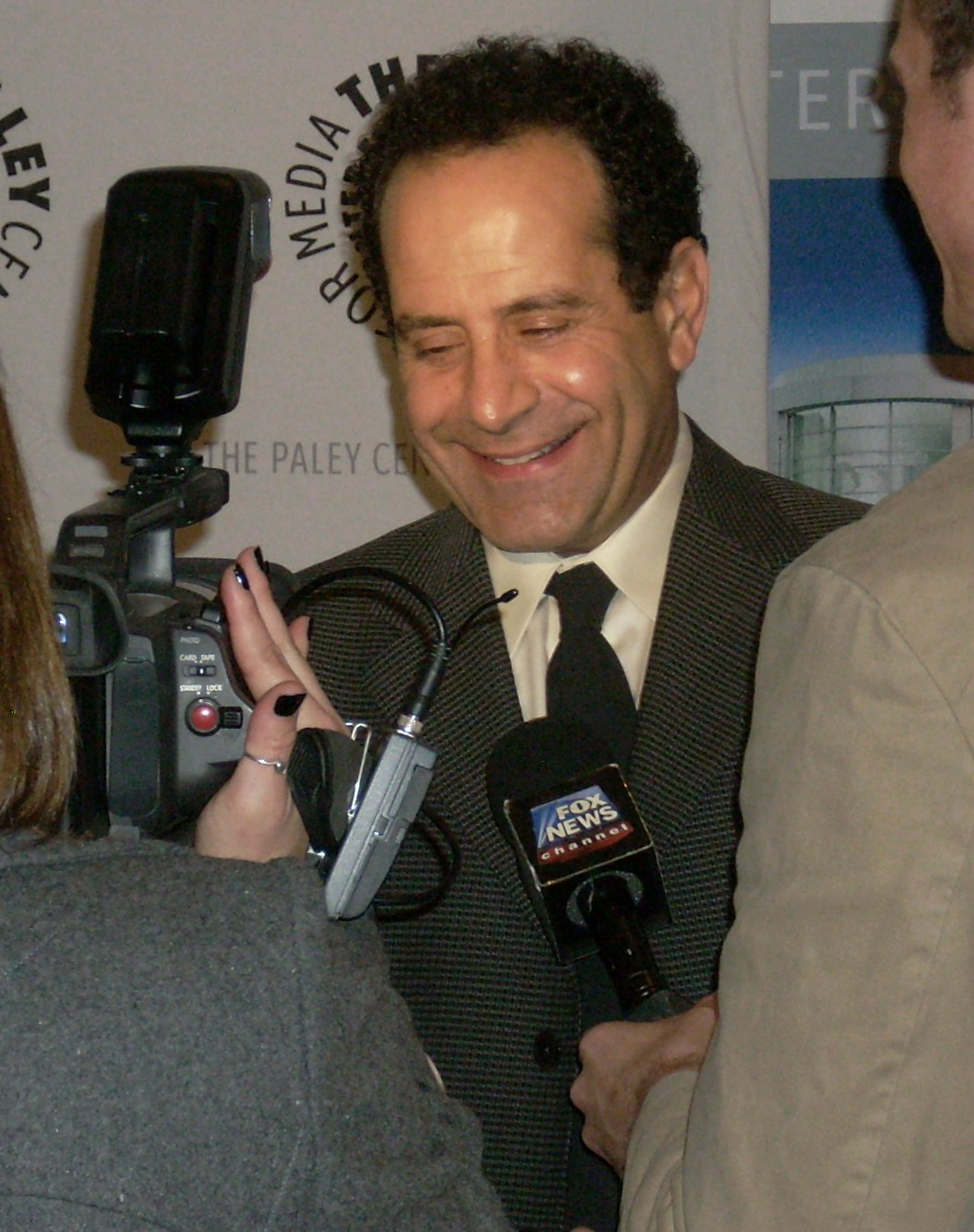
Tony Shalhoub, protagonista de la sèrie

- Bitty Schram com a Sharona Fleming
- Ted Levine com a Capità Leland Stottlemeyer
- Jason Gray-Stanford com a Tinent Randy Disher
- Traylor Howard com a Natalie Teeger

Personatges secundaris
- Emmy Clarke com a Julie Teeger
- Stanley Kamel com a Dr. Charles Kroger
- Héctor Elizondo com a Dr. Neven Bell
- Jarrad Paul com a Kevin Dorfman
- Tim Bagley com a Harold Krenshaw
- Stellina Rusich (temporades 1 i 2) / Melora Hardin (temporades 3 a 8) com a Trudy Monk
- Kane Ritchotte (episodi pilot i temporades 2 i 3) / Max Morrow (temporada 1) com a Benjy Fleming